# گذر و آب‌انبار خان
گذر و آب‌انبار خان مربوط به دوره قاجار است و در کاشان، خیابان فاضل نراقی، راسته گذرآب‌انبار خان واقع شده و این اثر در تاریخ ۱۰ خرداد ۱۳۸۲ با شمارهٔ ثبت ۹۰۳۹ به‌عنوان یکی از آثار ملی ایران به ثبت رسیده است.